# Ponpoko

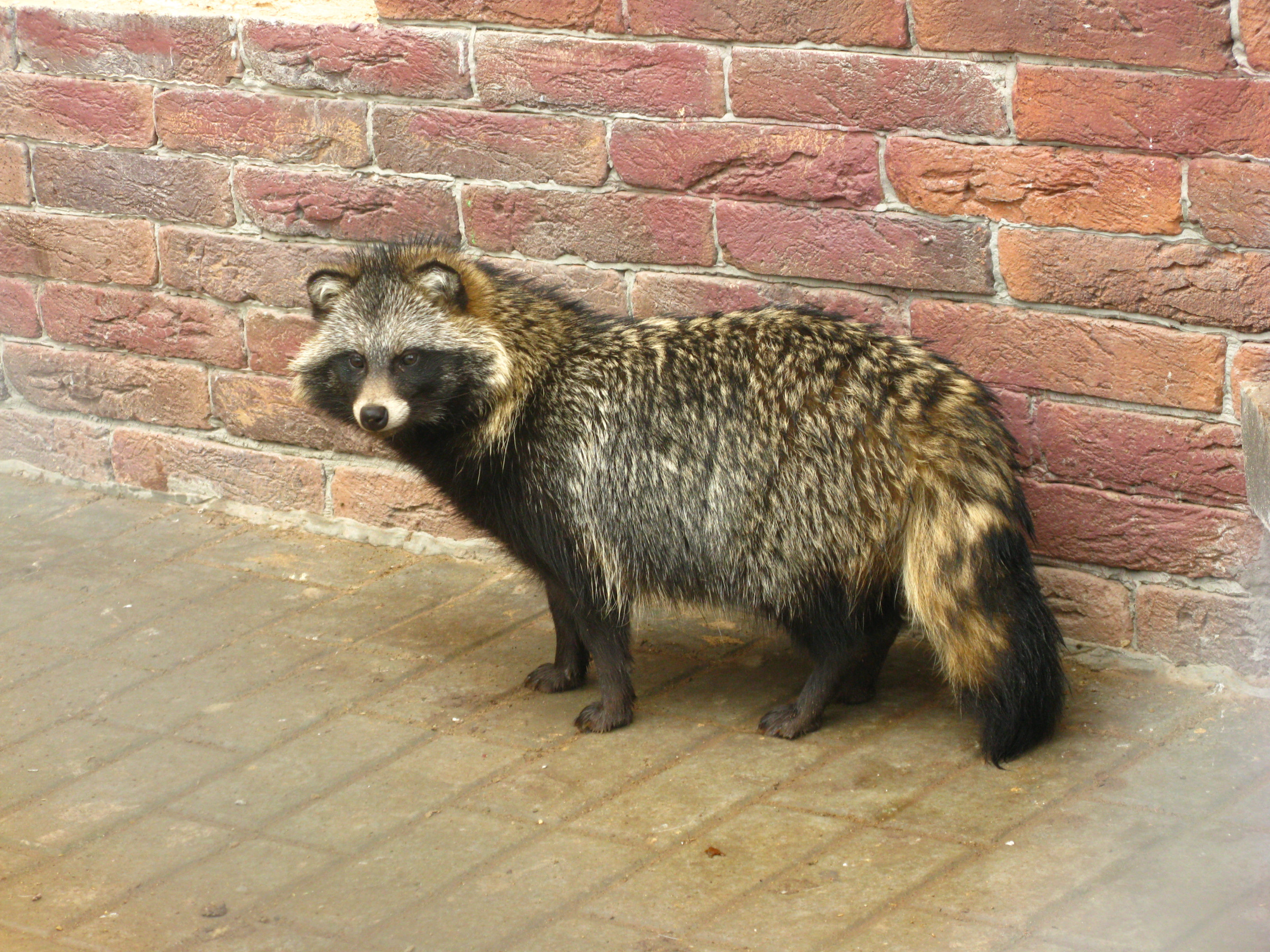
Psík mývalovitý v městském prostředí

Ponpoko (japonsky 平成狸合戦ぽんぽこ, Heisei tanuki gassen ponpoko) je japonský animovaný film (anime) režiséra Isao Takahaty produkovaný studiem Ghibli dle vlastního námětu a scénáře. Film, který vyšel 16. července 1994, líčí boj psíků mývalovitých (tanuki) s městem rozšiřujícím se do jejich původního životního prostředí.
Než byl v roce 2024 film distribuován v Česku, byl neoficiálně znám jako Pom poko, což byl název zvolený amatérskými českými překladateli titulků. Jeho anglický název je téměř totožný – Pom Poko. Heisei tanuki gassen ponpoko znamená zhruba Ponpoková válka tanuki v období Heisei. Ponpoko je japonské citoslovce úderu jezevce do bříška (což filmoví tanuki dělají často a s oblibou) a zároveň zřejmě i název období v jezevčím datování.
Místo, kde se děj odehrává, jsou kopce Tama, v současnosti již Nové město Tama u Tokia. Na stejném místě již po výstavbě města se odehrává i děj dalšího filmu studia Ghibli uvedeného o rok později, Šepot srdce.